# Дос-Пилас
Дос-Пилас (исп. Dos Pilas) — город цивилизации майя на территории современной Гватемалы. Был основан в 650 г. как аванпост Тикаля, однако 50 лет спустя заключил союз с Калакмулем и стал таким образом смертельным врагом Тикаля.
В городе обнаружено около 500 сооружений. Имя города связано с двумя природными источниками, которые находятся у входа в него. Город был укреплён, в нём было несколько ворот, пирамида высотой 40 метров — самая высокая из пирамид на реке Ла-Пасьон, однако самой главной её отличительной особенностью является большая парадная лестница, открытая недавно в структуре L5-49, с иероглифической надписью, повествующей об истории соперничества и войн между Дос-Пилас, Тикалем и соседними городами.
Ранее считалось, что около 650 г. вспыхнул конфликт в Мутале, который привёл к бегству некоторых вельмож из Тикаля и основанию города Дос-Пилас, где утвердилась династия, стоявшая у власти в течение 160 лет.

## Цари Дос-Пиласа (629—761)
- Балах-Чан-Кавиль (ранее 648—692)
- Ицамнах-Балам
- Ицамнах-Кавиль (ранее 698—726)
- Учан-Кин-Балам (727—741)
- Кавиль-Чан-Кинич (741—761)